# Großkoschen
Großkoschen, niedersorbisch Kóšyna, ist ein Ortsteil der brandenburgischen Kreisstadt Senftenberg im Landkreis Oberspreewald-Lausitz. Bis zur Eingemeindung am 31. Dezember 2001 war Großkoschen eine eigenständige Gemeinde. Zu Großkoschen gehört der Gemeindeteil Kleinkoschen (Kóšynka).

## Geographie

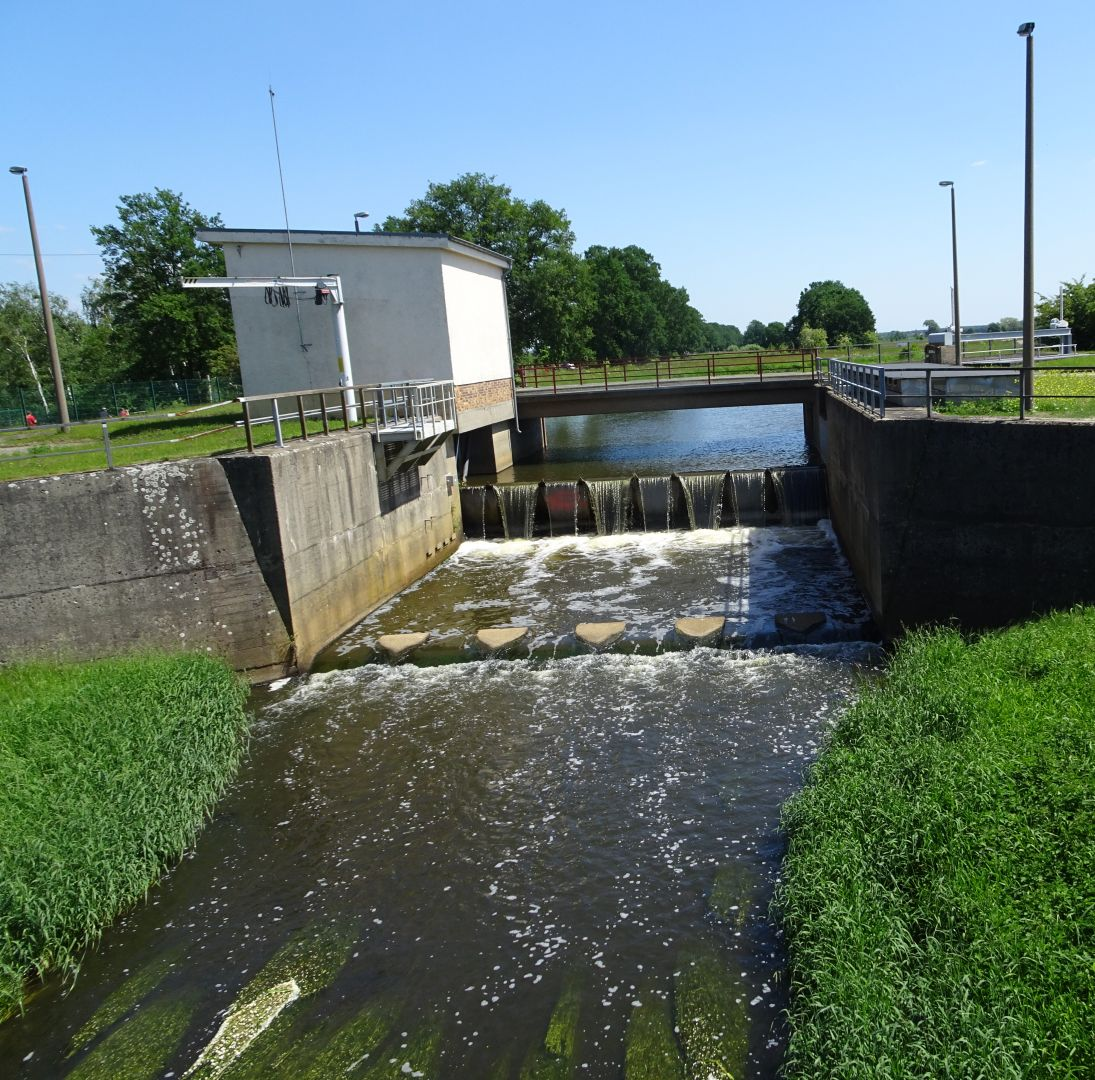
Elsterwehr

Der Ort liegt in der Niederlausitz am Fuße des Koschenbergs. Westlich und nordwestlich grenzt der Senftenberger See unmittelbar an Großkoschen. Südwestlich liegen die Senftenberger Ortsteile Hosena und Peickwitz, nördlich von Großkoschen, durch die Schwarze Elster getrennt, liegt der Gemeindeteil Kleinkoschen. Im Osten und Süden grenzen die sächsische Gemeinde Elsterheide mit den Gemeindeteilen Geierswalde und Tätzschwitz sowie die Kleinstadt Lauta an den Ort.

## Geschichte

### Deutung und Entwicklung des Ortsnamens
Der Name Koschen ist vom slawischen Kosua abgeleitet und bedeutet Weidenkorb bzw. Fischreuse. Dies deutet darauf hin, dass sowohl die Korbflechterei als auch der Fischreichtum der Gegend eine wichtige Erwerbsquelle der Einwohner war.
1408 wurde der Ort erstmals urkundlich erwähnt. In einer am 14. Mai 1461 ausgestellten Urkunde wurde der Name Grosen Koscho erwähnt. Der Name entwickelte sich von Grosse Koschin im Jahr 1474 zum heute bekannten Namen.

### Ortsgeschichte
Großkoschen wurde als sorbisches Angerdorf am Fuße des Koschenbergs gegründet. Siedlungs- und Bodenfunde am Koschenberg reichen bis in die Bronzezeit zurück. Bei der Urkunde der heute bekannten Ersterwähnung aus dem Jahr 1408 handelt es sich um den Zinßbrief Hans von Polenz, in dem die Hammermühle am Weg nach Großkoschen Erwähnung findet. Diese befand sich westlich des Dorfes und wurde in den Jahren 1960/61 durch den Tagebau Niemtsch devastiert.

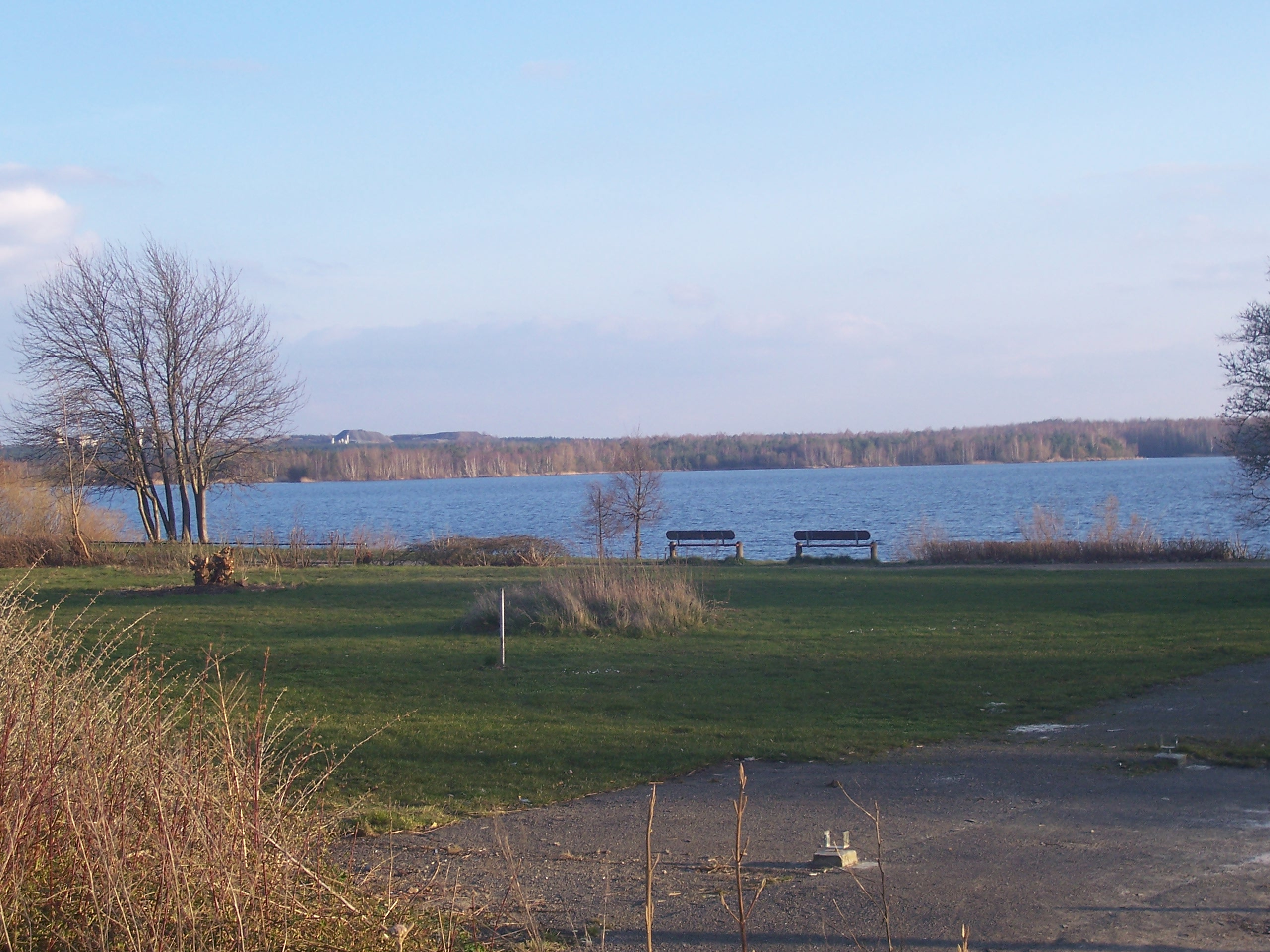
Koschenberg hinter dem Senftenberger See

Der Koschenberg ist mit seiner Höhe von 176,4 Metern über dem Meeresspiegel eine weithin sichtbare Erhebung in den Niederungen des Lausitzer Urstromtals. Er trug den klangvollen Namen Olymp des Elstertals. Der Koschenberg wird als Steinbruch genutzt; Grauwacke, Grünstein und Granit werden hier gewonnen.
Ab etwa 1400 stand auf dem Koschenberg eine durch die Herren von Köckritz gestiftete Kapelle, die dem heiligen Laurentius geweiht war. Jährlich zum Namenstag des Heiligen, am 10. August, fand der Laurentiusmarkt auf dem Koschenberg statt. Erst in nachreformatorischer Zeit verlegte Kurfürst Moritz den Markt nach Senftenberg. Anschließend verfiel die Kapelle, das Material wurde zum Häuserbau verwendet. Die 1512 gegossene Glocke wurde in der (später auch danach benannten) Laurentius-Kirche weitergenutzt. Zu Zeiten des sächsischen Kurfürsten Christian I. wurde auf dem Gipfel des Koschenbergs ein Wartturm errichtet. 1628 war er bereits baufällig. 1633, während des Dreißigjährigen Krieges, wurde die Ruine des Turms durch Kroaten endgültig zerstört.
Mit dem Aufschluss der Tagebaue in der Niederlausitz siedelten sich zunehmend deutsche Industriearbeiter an, wodurch die sorbische Sprache weiter zurückgedrängt wurde.

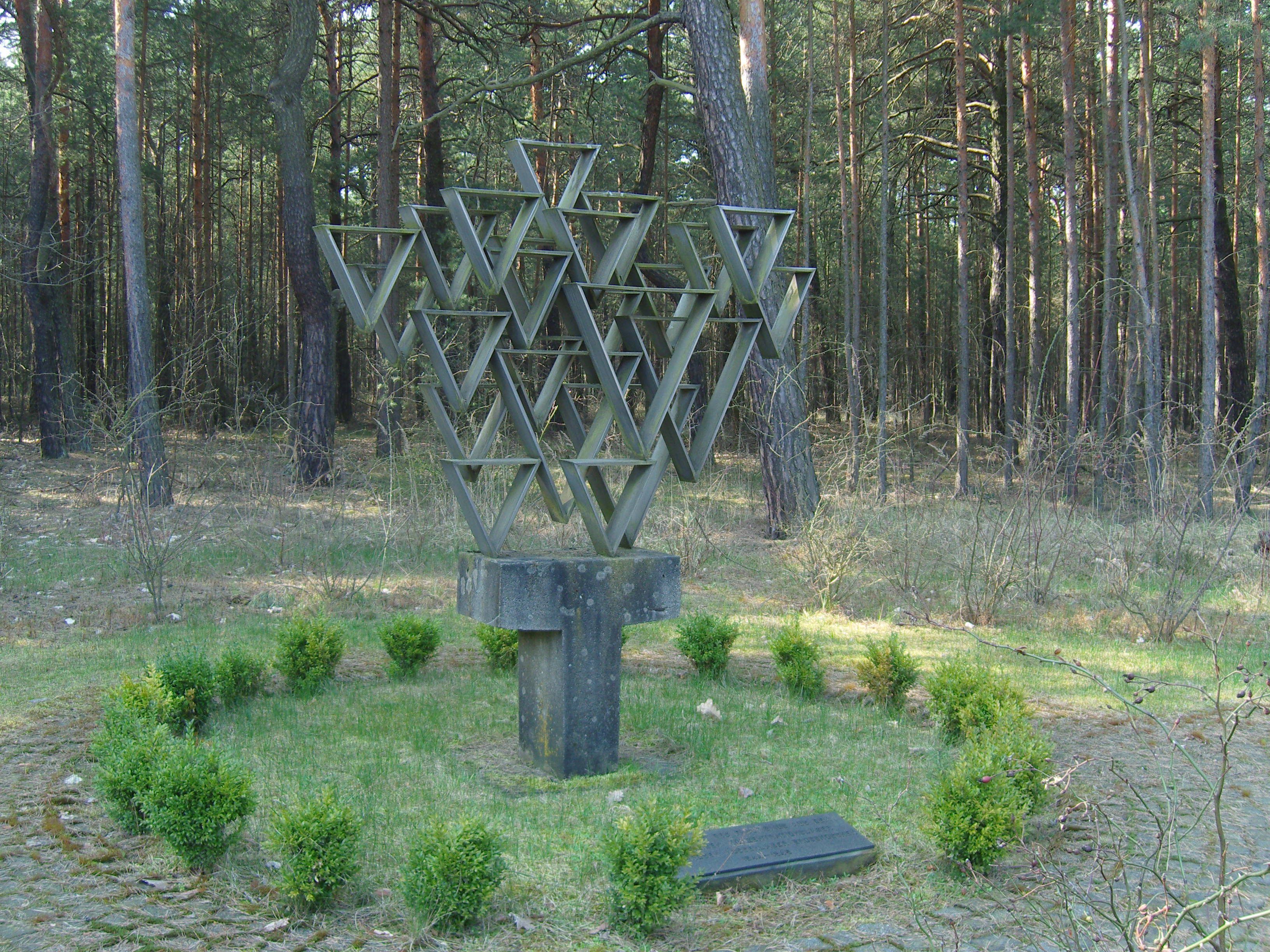
Denkmal für die Häftlinge im Außenlager des KZ Groß-Rosen

Im Zweiten Weltkrieg wurde in Großkoschen ein Außenlager des KZ Groß-Rosen errichtet.
Am 1. Januar 1974 wurde der Nachbarort Kleinkoschen nach Großkoschen eingemeindet. Von 1992 bis Ende 2001 gehörte Großkoschen zum Amt Am Senftenberger See. Am 31. Dezember 2001 erfolgte die Eingemeindung von Großkoschen nach Senftenberg. Ortsvorsteherin ist seit 2019 Nadine Hönicke.
Seit dem 9. September 2016 gehört Großkoschen mit dem Gemeindeteil Kleinkoschen zu dem das Prädikat Staatlich anerkannter Erholungsort tragenden Stadtbereich von Senftenberg.

### Einwohnerentwicklung
| Einwohnerentwicklung in Großkoschen von 1875 bis 2000 | Einwohnerentwicklung in Großkoschen von 1875 bis 2000 | Einwohnerentwicklung in Großkoschen von 1875 bis 2000 | Einwohnerentwicklung in Großkoschen von 1875 bis 2000 | Einwohnerentwicklung in Großkoschen von 1875 bis 2000 | Einwohnerentwicklung in Großkoschen von 1875 bis 2000 | Einwohnerentwicklung in Großkoschen von 1875 bis 2000 | Einwohnerentwicklung in Großkoschen von 1875 bis 2000 | Einwohnerentwicklung in Großkoschen von 1875 bis 2000 | Einwohnerentwicklung in Großkoschen von 1875 bis 2000 | Einwohnerentwicklung in Großkoschen von 1875 bis 2000 | Einwohnerentwicklung in Großkoschen von 1875 bis 2000 |
| Jahr                                                  | Einwohner                                             | Jahr                                                  | Einwohner                                             | Jahr                                                  | Einwohner                                             | Jahr                                                  | Einwohner                                             | Jahr                                                  | Einwohner                                             | Jahr                                                  | Einwohner                                             |
| ----------------------------------------------------- | ----------------------------------------------------- | ----------------------------------------------------- | ----------------------------------------------------- | ----------------------------------------------------- | ----------------------------------------------------- | ----------------------------------------------------- | ----------------------------------------------------- | ----------------------------------------------------- | ----------------------------------------------------- | ----------------------------------------------------- | ----------------------------------------------------- |
| 1875                                                  | 439                                                   | 1933                                                  | 730                                                   | 1964                                                  | 1003                                                  | 1989                                                  | 1026                                                  | 1993                                                  | 1028                                                  | 1997                                                  | 1377                                                  |
| 1890                                                  | 470                                                   | 1939                                                  | 890                                                   | 1971                                                  | 987                                                   | 1990                                                  | 1011                                                  | 1994                                                  | 1042                                                  | 1998                                                  | 1441                                                  |
| 1910                                                  | 701                                                   | 1946                                                  | 1014                                                  | 1981                                                  | 1051                                                  | 1991                                                  | 1010                                                  | 1995                                                  | 1147                                                  | 1999                                                  | 1508                                                  |
| 1925                                                  | 727                                                   | 1950                                                  | 1010                                                  | 1985                                                  | 1076                                                  | 1992                                                  | 1015                                                  | 1996                                                  | 1240                                                  | 2000                                                  | 1524                                                  |

## Kultur und Sehenswürdigkeiten

### Sehenswürdigkeiten

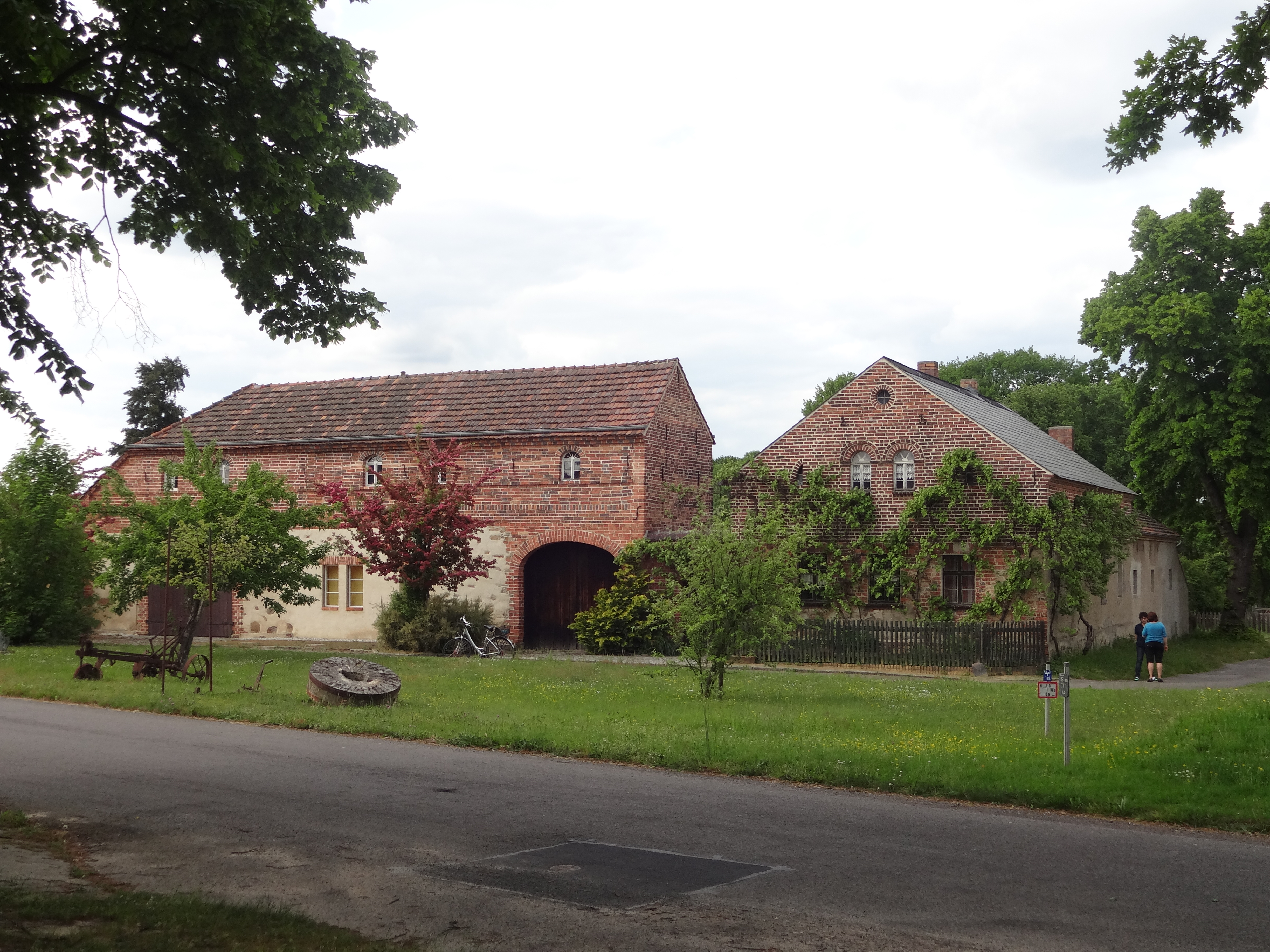
Museumshof Großkoschen

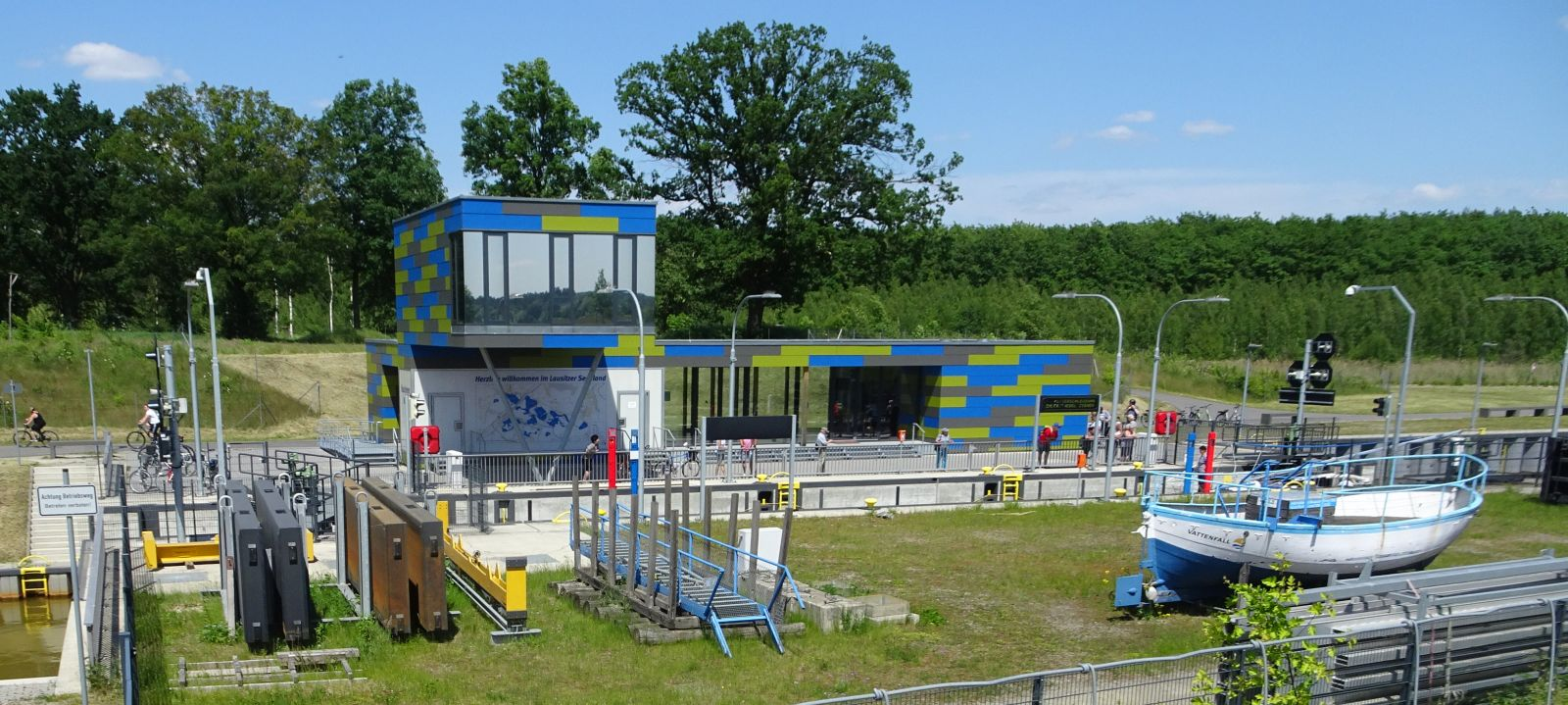
Schleuse Koschen zwischen Geierswalder und Senftenberger See

Die evangelische Dorfkirche wurde 1881/1882 im Stil der Neugotik erbaut. Vor der Dorfkirche steht ein Kriegerdenkmal für die Gefallenen des Ersten Weltkriegs. Am gegenüberliegenden Ende des Dorfplatzes befindet sich ein Denkmal zur einhundertjährigen Wiederkehr der Befreiungskriege.

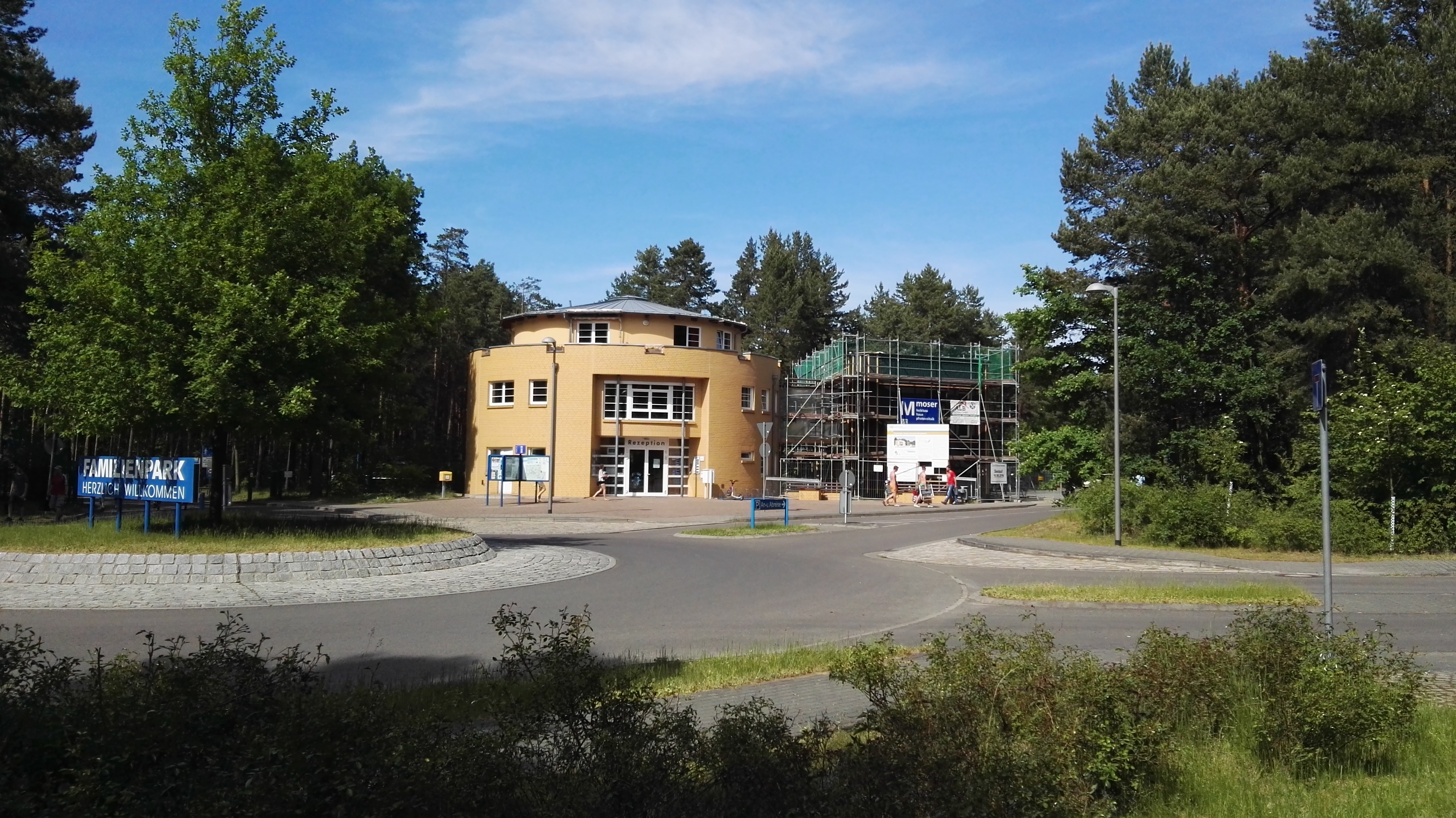
Empfangsgebäude des Ferienparks

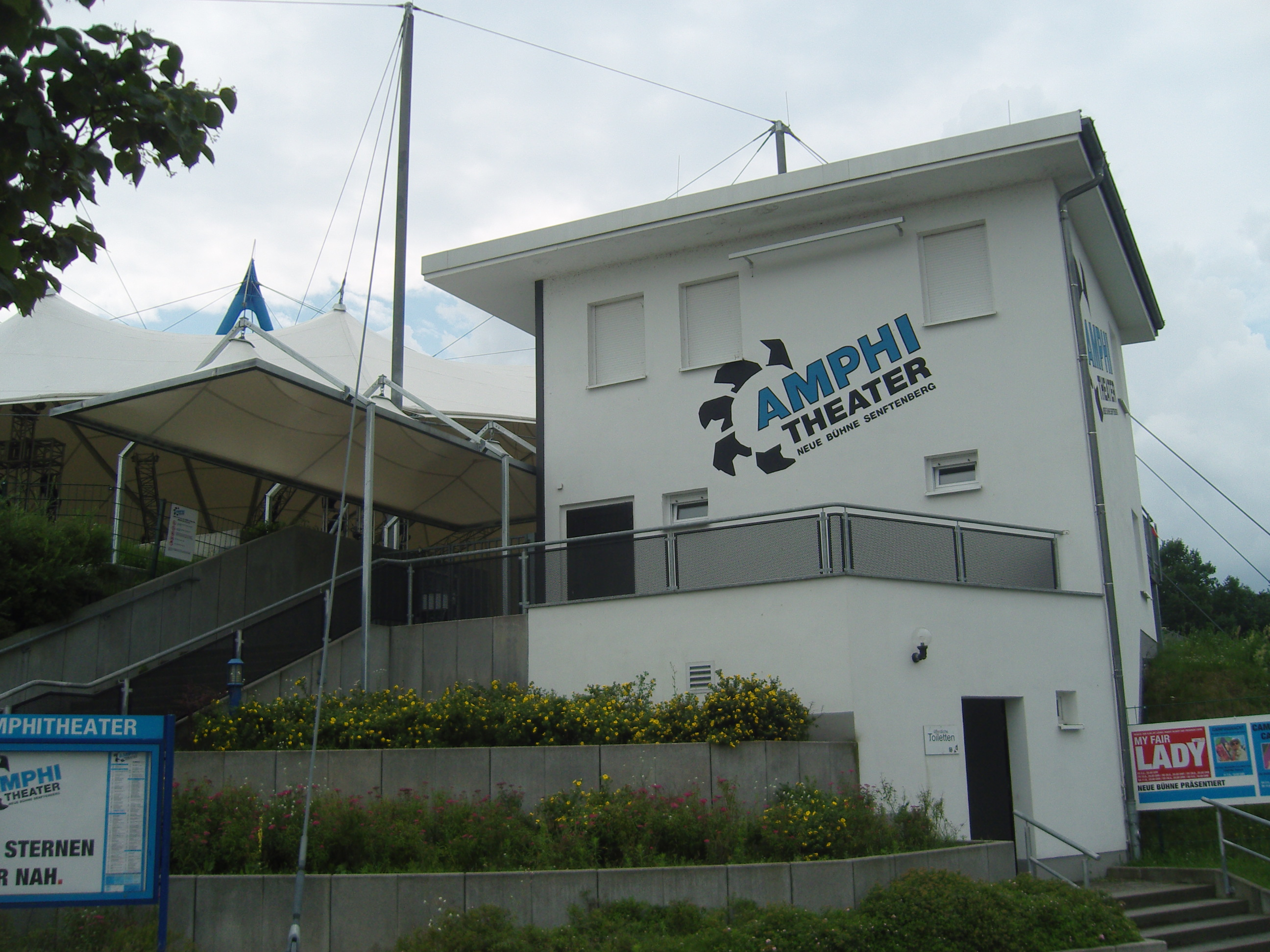
Amphitheater

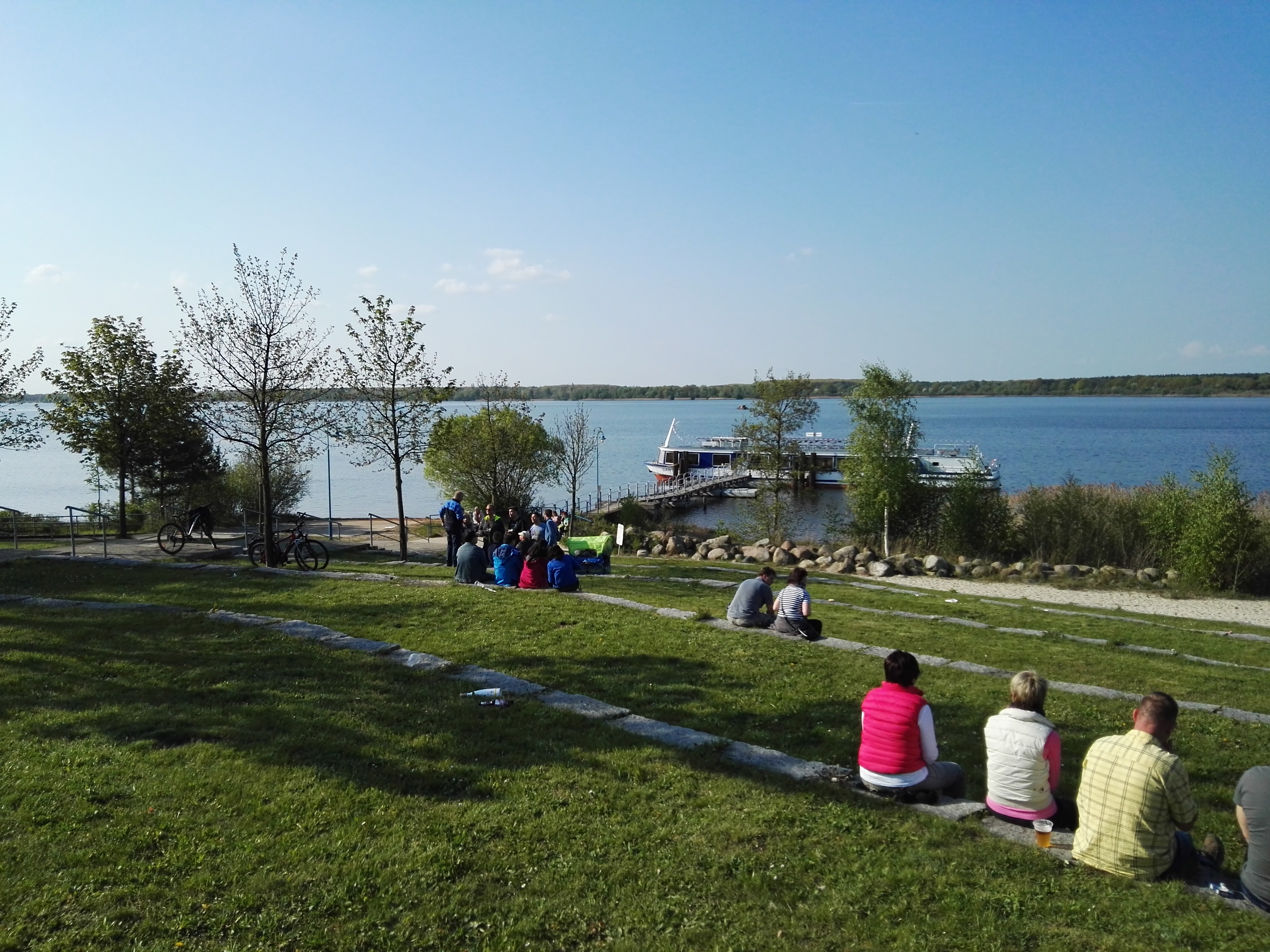
Anlegestelle

In einem typischen Senftenberger Vierseitenhof aus dem Jahr 1864 befindet sich am Ende des Dorfangers der Museumshof Großkoschen. Der Hof steht unter Denkmalschutz und ist einer der letzten und zugleich sehr gut erhaltenen historischen Höfe der Region. Das Museum gibt einen Einblick in historische Wirtschaftsformen eines Bauernhofes um 1900. So können neben einer Vielzahl landwirtschaftlicher Geräte auch die täglich anfallenden Arbeiten auf dem Hof erlebt und angesehen werden. Der Anbau alter Kulturpflanzen wie Lein, Buchweizen, Waid, Ackerspörgel sowie die Haltung vom Aussterben bedrohter Haustierrassen und deren Nutzung, beispielsweise Imkerei, stehen dabei im Mittelpunkt. Zum Hof gehören ein Pferdegöpel, bäuerliche Hausmüllerei und eine Backstube. Der Heimatkundler Wilhelm Ratthey bemerkte bei seinen Wanderungen im Umkreis von Senftenberg, dass spezielle Hofformen besonders häufig vorkommen. Er unterschied 6 verschiedene Arten. Der Begriff Senftenberger Vierseitenhof stammt von Ratthey. Die Höfe wurden meist von 1820 bis 1880 errichtet und aus Feldsteinen gebaut. Die wuchtige und geschlossene Bauweise ist ebenfalls ein markantes Zeichen. Die Vierseitenform besteht aus Torhaus, Wohnhaus, Stallgebäuden. Nach hinten ist er durch Schuppen oder angebauter Scheune geschlossen. Der Museumshof ist ein Baudenkmal der Stadt Senftenberg, genau wie das Bauerngehöft am Dorfplatz 22 sowie der Gaststätte am Dorfplatz 1. 
Im Zuge der Flutung des ausgekohlten Tagebaus Niemtsch bis 1973 wurde der Senftenberger See angelegt. Dieser entwickelte sich mit Badestränden, Ferienparks, Kinderferienlager (zwischenzeitlich rückgebaut) und Seesportzentrum schnell zum beliebten Naherholungsgebiet für Einheimische und Urlaubsgebiet für Touristen.
In Großkoschen befindet sich eine Anlegestelle des Motorschiffes Santa Barbara und des Solarbootes Aqua Phönix, das Ausflugsfahrten auf dem See bzw. die Überfahrt durch den Koschener Kanal (inkl. Schiffstunnel und Schleuse) zum Geierswalder See anbietet.
Im Mai 2001 wurde in Großkoschen direkt am Senftenberger See ein Amphitheater eröffnet. Das Theater bietet Platz für 600 Zuschauer. Es vereint klassische und moderne Elemente. Die halbrunde Spielfläche und die ansteigenden Sitzbänke sind im Stil des griechischen Theaters angelegt. Darüber hinaus verfügt es über moderne Licht-, Ton- und Bühnentechnik. Die 17 mal 30 Meter große Spielfläche sowie der Balkon über der Bühne als weitere Spielebene sind gut geeignet für Sprech- und Musiktheater. Während der Sommersaison werden Theaterstücke, Bühnenshows und Open-Air-Konzert aufgeführt.
Am 8. Mai 2008 wurde der für ca. 460.000 Euro neugestaltete Ortskern eingeweiht. Es wurde ein Kreisverkehr angelegt und ein Brunnenplatz geschaffen. Der Brunnen besteht aus mehreren Steinblöcken aus Grünstein. Aus dem größten fließt Wasser täglich von 8 bis 22 Uhr. Der Brunnen ist mit einem Metalldreieck eingefasst, auf dem die Sage vom Koschenberg dargestellt ist. Die Spitze des Dreiecks zeigt zum Koschenberg.

### Sport
Der sportlich erfolgreichste Verein Großkoschens ist der RSV Großkoschen 1921 e. V., der im Radball mehrfach DDR-Meister wurde und auch nach der Wende im Jugendbereich zahlreiche deutsche Meistertitel holte. Tim und Eric Lehmann waren vier Mal Deutscher Meister. 
Vom LSC Großkoschen wird jährlich der Großkoschener Seelauf veranstaltet.
Der Großkoschener Fußballverein, die TSG Großkoschen, bestehen aus zwei Herrenmannschaften und einer Nachwuchsmannschaft. Die erste Mannschaft spielte in der Saison 2014/2015 in der Kreisliga Süd.

## Wirtschaft
Im 1973 gegründeten Familienpark stehen ca. 2.300 Übernachtungsplätze zur Verfügung.

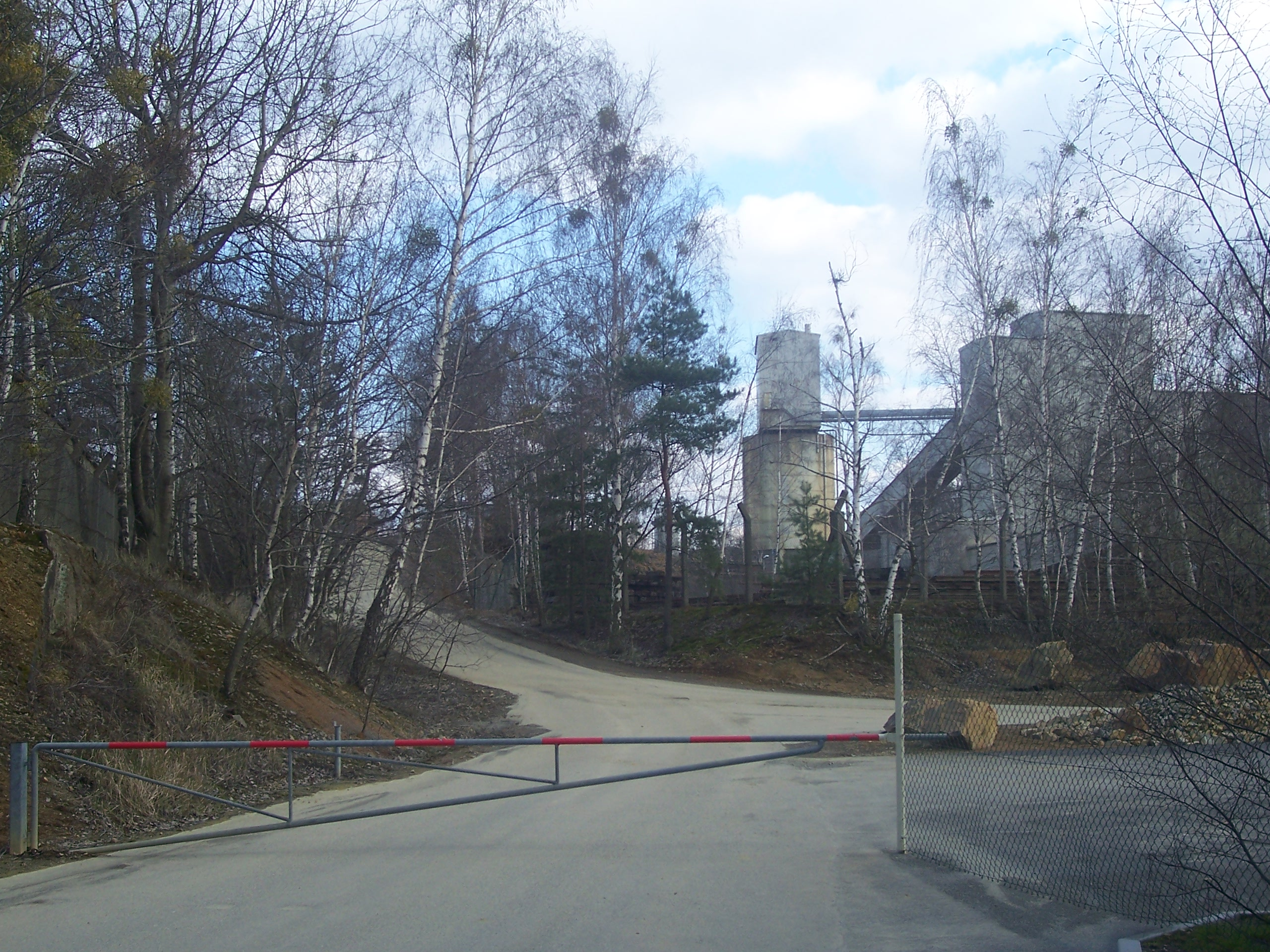
Das Basaltwerk auf dem Koschenberg

Neben dem Tourismus ist die Basalt AG, die am Koschenberg Grauwacke abbaut, der größte Arbeitgeber Großkoschens.

## Sage

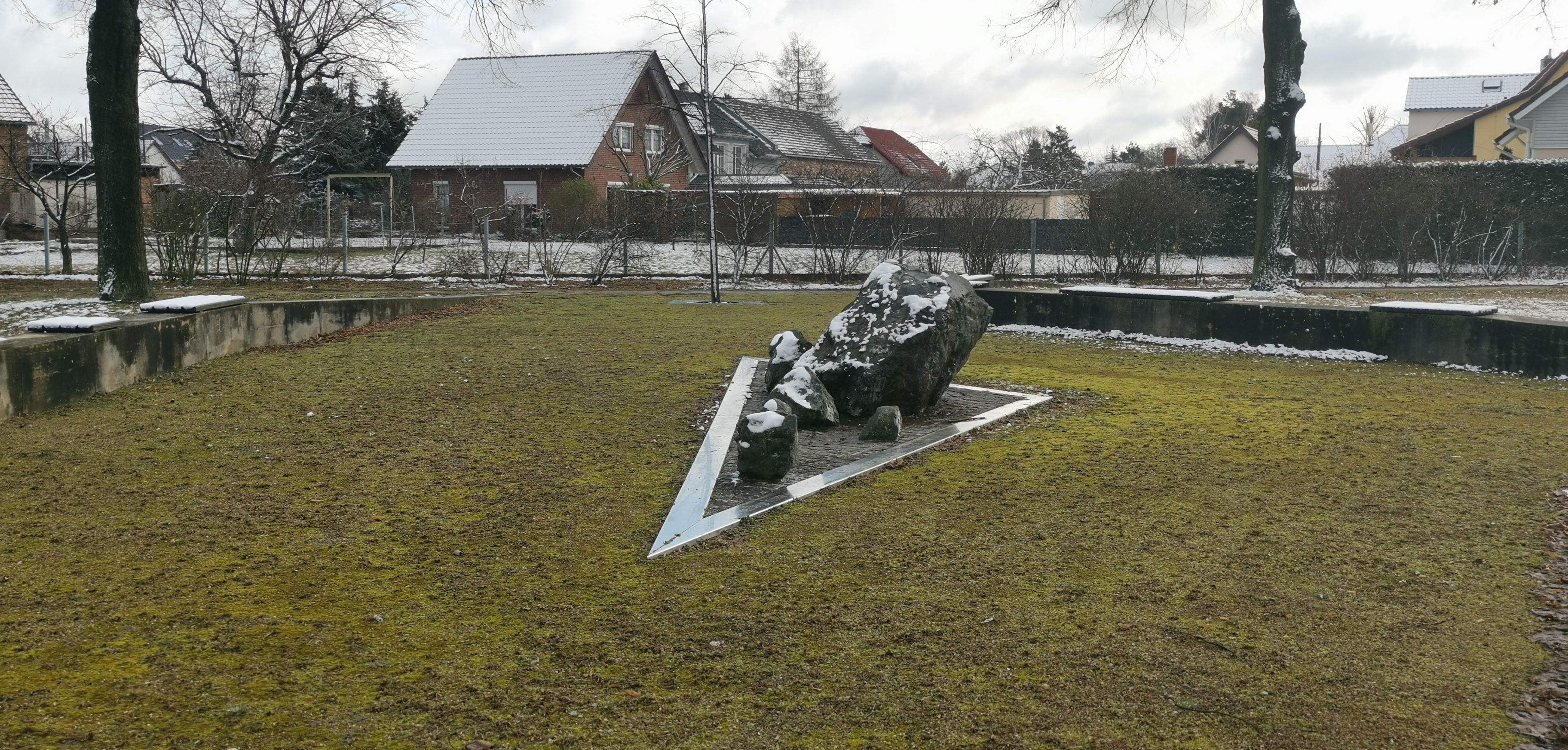
Brunnen, der an die Sage erinnert

Die Sage der blauen Blume vom Koschenberg erzählt von einem Schäfer, der die blaue Blume pflückte und damit Zugang zum Schatz im Koschenberg bekam. Im Berg nahm er vom Schatz, vergaß dort aber das wichtigste, nämlich die Blume, die der Schlüssel zum Koschenberg war. So blieb ihm ein erneuter Zugang zum Schatz verwehrt.